# Рыбка по имени Нельзя
«Рыбка по имени Нельзя» — серия мультфильмов студии «Беларусьфильм» режиссёра и сценариста Александра Ленкина о семействе озёрных золотистых карасей. Первый мультфильм вышел в 2011 году, в 2016 году были выпущены седьмая и восьмая серии.
Мультфильм ориентирован на детей младшего школьного возраста. Главным героем является маленькая рыбка, которая познаёт мир и поэтому всё время спрашивает почему нельзя что-то делать.

## Мультфильмы

### Фильм первый (2011)
В семье Золотистых карасей рождаются малыши. Самого непоседливого называют «Нельзя», поскольку это слово родители используют чаще всего при обращении с ним.

### Фильм второй (2011)
Пока мама уплывает проведать соседку, папа и Нельзя играют в различные игры: прятки, догонялки, бросалки. Одновременно с этим малыш знакомится со Щукой.

### Фильм третий (2012)
Родители-караси показывают детям театрализованное представление на тему «Как себя вести если на пути встретится хищник?». Малыш-карась знакомится с малышом-окуньком, а позже и с самим дедушкой-окунем.

### Фильм четвёртый (2013)
Дети мусорят в доме расстраивая этим родителей. С проплывающей над ними лодки кто-то сбрасывает старый ботинок, мама-карась попадает в ловушку.

### Фильм пятый (2014)
Рыбке Нельзя снится сон в котором он знакомится с Угрями и Золотой рыбкой, которая рассказывает ему о цирке.

### Фильм шестой (?)
В новой серии родители-караси будут поздравлять детей с днём рождения. В гости к ним придёт почтальон Ёрш и бабушка-карась.

## Съёмочная группа
| Режиссёр-постановщик | Александр Ленкин |
| Автор сценария       | Александр Ленкин |
| Художник-постановщик | Алла Матюшевская, Светлана Ковалевская |
| Художники            | И. Тарасова, Валерий Козлов |
| Аниматоры            | Валерий Козлов Виталий Бобров, в титрах как В. Бобровский, А. Сидоров, О. Каршакевич, Татьяна Яцына, О. Рыбина С. Саевец Д. Жукова П. Уляшко Е. Горевая                                           |
| Звукорежиссёр        | Сергей Чупров |
| Композитор           | Игорь Сацевич |
| Роли озвучивают      | Мария Зленко — Нельзя, Раиса Астрединова — мама, Анатолий Голуб — папа, Вера Кавалерова — Щука, Александр Вергенов, Александра Дроздова, Анатолий Терпицкий, Дмитрий Пустыльник, Александр Ленкин |
| Директор картины     | Ольга Оноприенко |

## Участие в фестивалях
В 2011 году мультфильм участвовал на 20 Международном кинофоруме «Золотой Витязь». В 2013 году третья серия сериала была показана в рамках специальной программы короткометражных фильмов на 66 международном кинофестивале в Каннах. В 2015 году мультфильм участвовал в национальном конкурсе 22-го Минского международного кинофестиваля «Лістапад».

## Почтовая марка
1 ноября 2013 года Министерство связи и информатизации Республики Беларусь в сотрудничестве с Национальной киностудией «Беларусьфильм» выпустило в обращение малый лист почтовых марок серии «Белорусские анимационные фильмы». Выпуск марок посвящён восьми анимационным фильмам киностудии «Беларусьфильм» в том числе и мультфильму «Рыбка по имени Нельзя» и приурочен к 40-летию белорусского анимационного кино. Дизайн марок выполнен Екатериной Приемко.